# See You Yesterday
See You Yesterday è un film di fantascienza del 2019 diretto da Stefon Bristol e prodotto da Spike Lee.

## Trama
Clodette Josephine (C.J.) e il suo migliore amico Sebastian sono due studenti geniali che sperano di ottenere una borsa di studio attraverso un progetto visionario che presenteranno alla fiera della scienza: il viaggio nel tempo.
Ultimo giorno di scuola: mentre Sebastian va in laboratorio C.J. discute sul progetto del viaggio nel tempo con il loro insegnante di scienze, Lockhart, che le fa notare le possibili ripercussioni etiche che potrebbe avere. Notato il materiale che Jacob ha preso dal laboratorio li sostiene nella creazione del progetto. All'uscita da scuola i due incontrano prima Eduardo, amico di Sebastian innamorato di C.J., e alla drogheria l'ex della ragazza. Irritata dalle voci che ha messo in giro su di lei e dal fatto che dava fastidio a Sebastian, lo picchia. Le cose si stanno per mettere male ma l'arrivo di Calvin, il fratello della ragazza, mette a posto tutto. Mentre litigano per il comportamento tenuto da C.J., due agenti li notano e chiedono loro i documenti, ma grazie al fatto che sono ripresi, la situazione non degenera.
C.J. e Sebastian lavorano al garage e grazie alle sistemazioni di dispositivi elettronici che fanno nel quartiere mettono da parte vari risparmi. La sera, tornata a casa, lei e Calvin parlano dei loro progetti e del futuro. Ricordano inoltre loro padre, morto tempo prima che operava nell'esercito. Ai due ha lasciato due medaglie, una delle quali Calvin porta sempre con sé. Alla richiesta della ragazza di poterla prendere, lui scherza dicendo che l'avrebbe dovuta prendere dal suo cadavere.
Il giorno dopo C.J. e Sebastian riescono a far funzionare i due zaini che li riportano indietro al 28 giugno. La gioia è immensa: sono riusciti in un'impresa che neanche Einstein era riuscito a portare a termine. Malgrado si ripromettano di non modificare il continuum spazio-temporale, C.J. si vendica del suo ex, il quale dopo averla rincorsa viene investito da una macchina e si rompe un braccio. Ritornati al 29 giugno Sebastian fa notare a C.J. quanto pericoloso possa diventare il viaggio nel tempo, ma la ragazza non gli dà retta.
4 luglio: l'intero quartiere festeggia, ma la felicità di quella giornata dura poco. Calvin e il suo migliore amico vengono scambiati dalla NYPD per dei rapinatori e per questo Calvin viene ucciso da uno dei poliziotti. C.J., sua madre e tutta la comunità piangono Calvin. Mentre le proteste dilagano, sua madre cerca di consolarla, invano, dicendole che se solo potesse tornerebbe indietro per sistemare tutto. Ed ecco l'idea: cambiare le cose, evitare che suo fratello muoia, viaggiando ancora una volta nel tempo!
C.J. revisiona i calcoli, in modo da tale da poter tornare indietro di una settimana. Espone la sua idea a Sebastian che dopo qualche perplessità accetta di tentare. Dovranno essere precisi in quanto la finestra di tempo dura solo dieci minuti ed è importante che non si incontrino con i loro stessi del passato per evitare un paradosso temporale. Lei e Sebastian ritornano così indietro al 4 luglio, ma, a causa di Jared che li insegue, arrivano troppo tardi sulla scena della sparatoria e non riescono a salvare Calvin. Per evitare un incontro con i loro stessi del passato, i due chiedono una mano ad Eduardo, il quale accetta di dar loro dei pannelli di sua invenzione in cambio di un appuntamento con C.J. Ci riprovano ancora, tentando di fermare la rapina ab origine, ma il Sebastian del passato muore e dunque anche quello del presente.
La comunità è di nuovo distrutta. La nonna del ragazzo ha un esaurimento nervoso e lo zaino è danneggiato. Intanto Calvin scopre il programma del suo funerale e confronta C.J., che gli rivela tutto ciò che è successo. Determinata a salvare il suo migliore amico, C.J. con l'aiuto del fratello e di Eduardo ripara lo zaino ed è pronta a tornare nel passato. Prima di andare Calvin l'abbraccia e le dice: "Ci vediamo ieri!".
C.J. tornata indietro si dirige direttamente verso il luogo dove suo fratello è morto, salvando dunque Sebastian. Trovato Calvin, cercano di farlo andare via, ma a nulla servono né il volantino né la medaglietta; intanto la polizia arriva. I quattro costretti a faccia a terra, sono impotenti mentre gli agenti fanno la manovra di immobilizzazione a Sebastian rischiando di ucciderlo. È un attimo: Calvin vede la sua foto sul programma scomparire e al suo posto apparire quella di Sebastian e così capisce che C.J. e Sebastian dicevano la verità sulla sua morte. Il ragazzo allora si alza per salvare la vita di Sebastian. Immediatamente l'agente gli spara.
Ritornati a casa, Sebastian capisce che C.J. ha viaggiato nel tempo senza di lui e così lei gli rivela che il piano di sventare la rapina non aveva funzionato e che lui era morto. Sebastian, sconvolto, dice di non voler più tornare indietro nel tempo: non vuole perdere qualcun altro. Ma C.J. non gli dà retta: lo chiude fuori dal garage e viaggia ancora una volta nel tempo decisa a impedire la morte del fratello.

## Produzione
Le riprese del film si sono svolte nel 2018 nei distretti di Queens e Brooklyn, a New York.

## Colonna sonora
La colonna sonora del film contiene anche i brani musicali Ring the Alarm di Tenor Saw, Oh Yay! di Olatunji Yearwood, Hey Up There di Buddy e Ty Dolla Sign, Reggae Revolution! dei New Babylon e You Don't Love Me (No, No, No) di Dawn Penn.

## Distribuzione
È stato distribuito il 17 maggio 2019 da Netflix sulla propria piattaforma di streaming.

## Accoglienza

### Critica
Il film ha ricevuto pareri per lo più favorevoli da parte della critica: sul sito Rotten Tomatoes, detiene una percentuale di approvazione del 95% basata su 38 recensioni, con una media ponderata di 7,34 su 10, mentre su Metacritic gli viene assegnato un punteggio di 74 su 100, basandosi su 9 recensioni.
Brian Tallerico di RogerEbert.com ha dato al film un punteggio di 3 stelle su 4, scrivendo: «il regista Stefon Bristol fa una serie di decisioni intelligenti, tra cui mantenere bassa la durata e infondere vita nella sua Flatbush», ma «man mano che il film inizia a attorcigliarsi nei paradossi temporali, perde di interesse».

### Riconoscimenti
- 2020 - Independent Spirit Awards[7][8][9]
  - Miglior sceneggiatura d'esordio a Fredrica Bailey e Stefon Bristol
  - Candidatura per il film d'esordio

## Colonna sonora
La colonna sonora è composta principalmente da musica reggae e soca:
- Tenor Saw - Ring the Alarm
- Olatunji Yearwood - Oh Yay!
- Buddy feat. Ty Dolla Sign - Hey Up There
- New Babylon - Reggae Revolution!
- Dawn Penn - You Don't Love Me (No, No, No)

## Curiosità
Michael J. Fox, che per l'intera saga Ritorno al futuro interpretò Marty McFly, qui è il prof. Lockhart, insegnante dei due protagonisti; quando C.J. e Sebastian affermano di voler viaggiare nel tempo, egli esclama "Grande Giove!" come era solito fare il "Doc" interpretato da Christopher Lloyd delle tre popolari pellicole.